# TM Forum
TM Forum este o organizație profesională a prestatarilor de servicii din industria de telecomunicații. A fost înființată în 1988 de 8 companii sub numele de OSI/Network Management Forum și are în ianuarie 2025 peste 800 de membri printre care și cele mai importante 10 companii de telecomunicații din lume.
Organizația a fost redenumită TeleManagement Forum în 1998 și TM Forum în 2008, pe măsură ce obiectivele sale au evoluat de la problemele legate de managementul rețelelor în stiva OSI la automatizare.
Forumul a definit mai multe standarde și documente de bune practici pentru sistemele de management operațional (cunoscute ca Operations Support Systems, prescurtat OSS), precum și procese de business pentru industria telecomunicațiilor.